# JASP

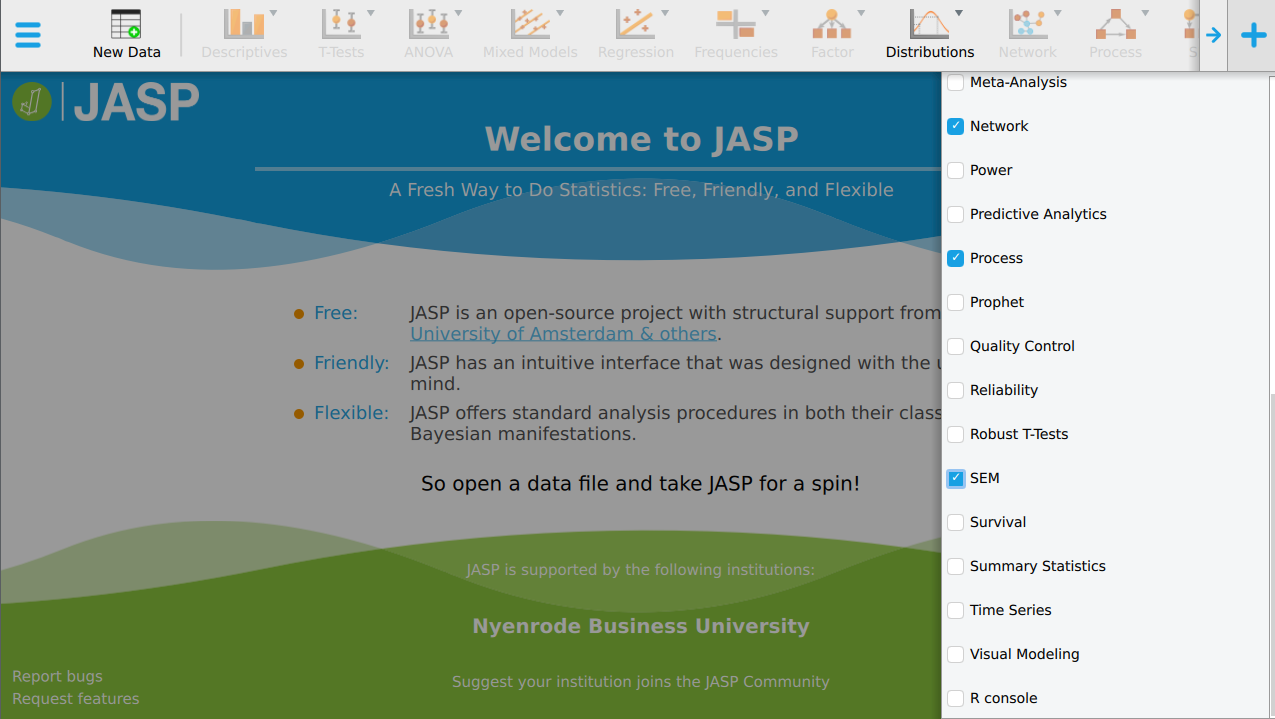
JASP Startseite und Modulauswahl

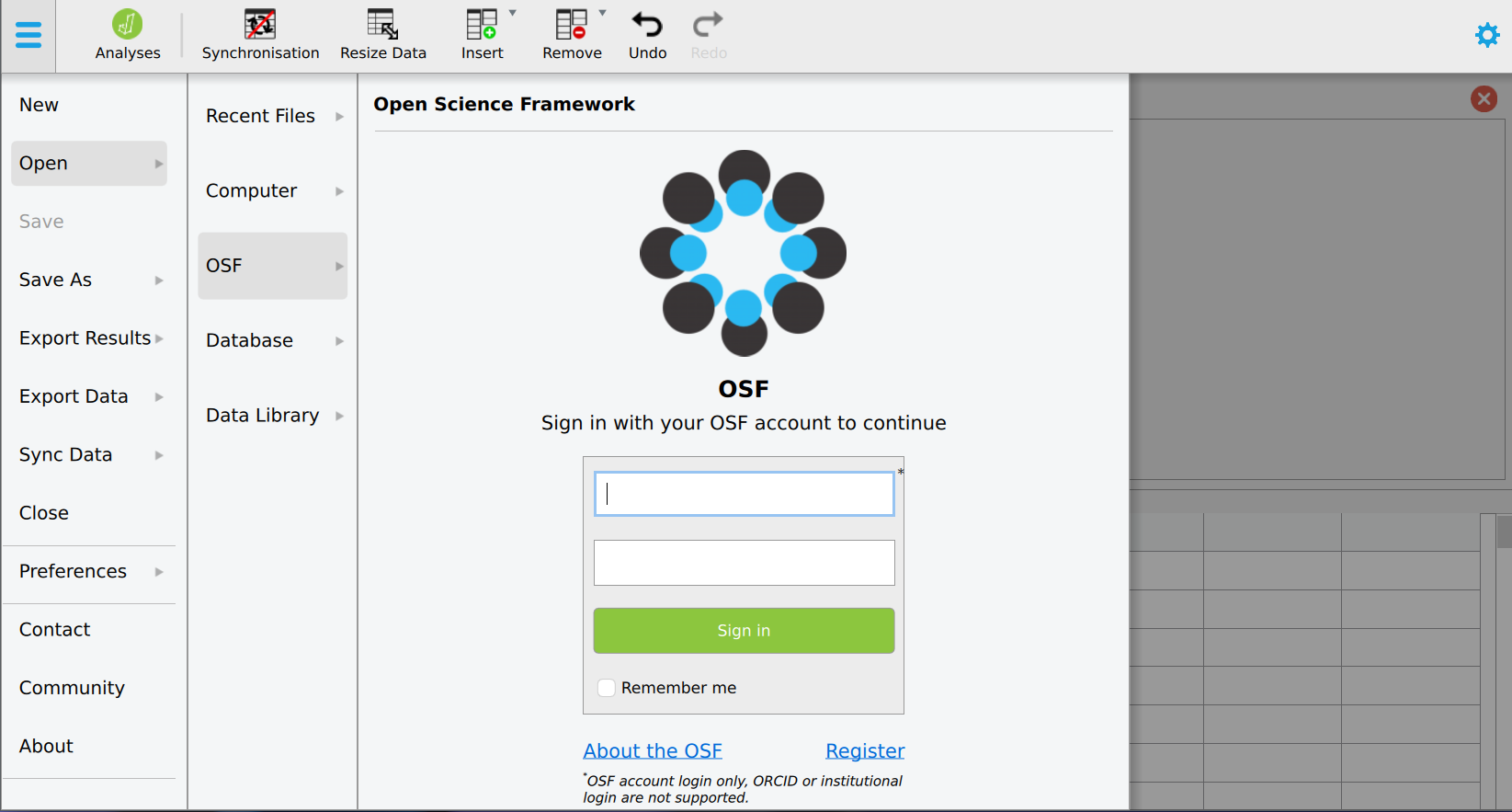
Open Science Framework Integration von JASP

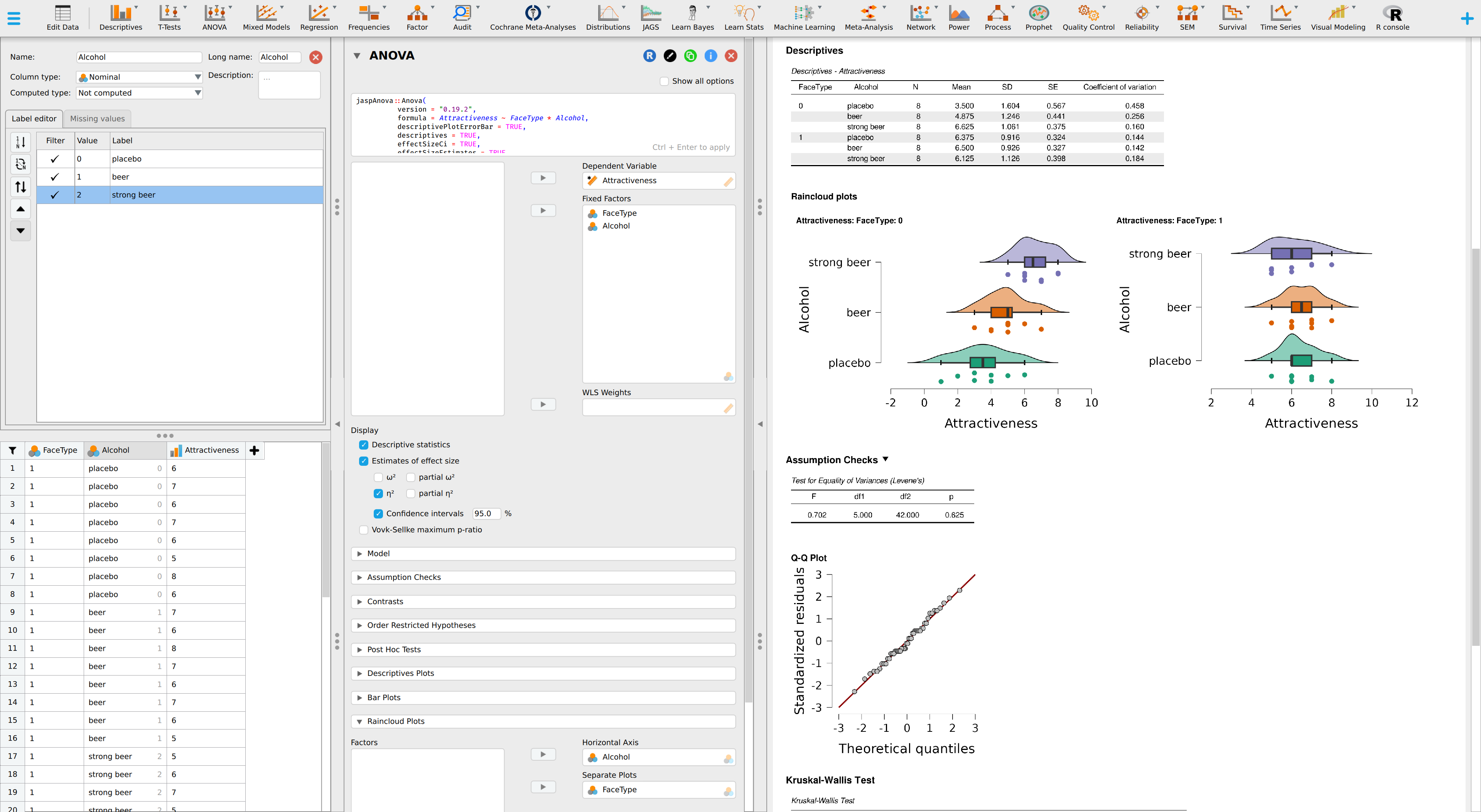
Datenanalyse in JASP mit Regenwolken-Plots

JASP Weltkarte von https://jasp-stats.org/world-map/

JASP ist ein Computerprogramm zur Datenanalyse und Durchführung von statistischen Tests.
Die Abkürzung JASP steht für „Jeffreys’s Amazing Statistics Program“ (zu Ehren des englischen Statistikers Harold Jeffreys).

## Funktionsumfang
JASP enthält alle gängigen sowie zahlreiche fortgeschrittene Funktionen zur Datenanalyse, darunter auch moderne Analyse- und Visualisierungsverfahren wie Regenwolken-Plots, die in Konkurrenzprodukten nicht verfügbar sind.
Als Besonderheit kann gelten, dass die meisten Funktionen neben der klassischen („frequentistischen“) Form auch in einer zweiten Form, basierend auf der bayesschen Statistik, verfügbar sind. Der anfänglich womöglich eingeschränkt wirkende Funktionsumfang kann durch von Haus aus bereits mitinstallierte Module schnell erweitert werden.
Über die Datenanalyse hinaus lassen sich folgende Funktionen hervorheben:
- Bearbeitung und Hervorhebung der R-Syntax.
- Bearbeitung von Diagrammen und Formeln (LaTeX).
- Ergebnisseexport als PDF oder HTML; Export von Tabellen im LaTeX-Format; Export von Plots als PNG, PPTX (Powerpoint) usw.
- Import von Excel- und SPSS-Dateien, kommagetrennten Dateien usw. (.xls, xlsx, .csv, .txt, .tsv, .ods, .dta, .sav, .zsav, .por, .sas7bdat, .sas7bcat, .xpt, .jasp)
- Anbindung an SQL-Datenbanken und an das OSF (Open Science Framework).
- Filtern von Daten via R-Code oder via Drag-and-Drop Benutzeroberfläche
- Datenaufbereitung und -Generierung samt Ein-Klick-Umkodierung; vollständige Rückgängig-/Wiederherstellungsfunktionalität,
- Berechnung von Spalten über R-Code (z. B. über zeilenweise Funktionen wie rowMean, rowMeanNaRm, rowSum, rowSD …) oder über die Drag-and-Drop Benutzeroberfläche, um neue Variablen zu erstellen oder sie aus vorhandenen zu berechnen.
- Einstellungen für fehlende Werte (Missings) pro Variable, pro Datensatz oder global.
- Überprüfung von Annahmen durch Export und anschließendes Plotten der Residuen und/oder pro Analyse durch Tests und Diagramme (Levene's, Brown-Forsythe, Shapiro-Wilk, Q-Q, Regenwolken usw.)

## Bedienung
Die Bedienung ist nahezu vollständig menügeführt. Im Hintergrund werden Funktionen und Pakete der Programmiersprache R verwendet. In den meisten Analysen sowie bei der Filterung und Berechnung neuer Variablen kann auch R als Programmiersprache direkt genutzt werden. Im Unterschied zu anderen Statistikprogrammen sind Daten, Analysen und Ergebnisse in einem vertikal dreigeteiltem Fenster zusammengefasst und die Analyseergebnisse werden bei Veränderung der Eingangsdaten in Echtzeit aktualisiert, was insgesamt den Arbeitsablauf beschleunigt.

## Entwicklung
Zum Kern-Entwicklerteam gehört eine Gruppe um Maarten Marsmann und Professor Eric-Jan Wagenmakers an der Fakultät der Sozial- und Verhaltenswissenschaften an der Universität Amsterdam.
Unter dem Namen Jamovi haben frühere Mitglieder des JASP-Entwicklerteams begonnen, ein Derivat mit leicht unterschiedlichem Funktionsumfang zu entwickeln.

## Lizenz
JASP wird unter der GNU Affero General Public License, einer sehr permissiven Open-Source-Lizenz, angeboten.